# Nationalversammlung (Namibia)
Die Nationalversammlung (englisch National Assembly) ist das Unterhaus des Zweikammernparlaments der Republik Namibia. Der Nationalrat bildet das Oberhaus des Landes. Nationalversammlung und Nationalrat haben ihren Sitz in Namibias Hauptstadt Windhoek.
Gemäß der namibischen Verfassung vom März 1990 mit Anpassungen hat die Nationalversammlung von Namibia 96 (bis 19. März 2015: 72) Abgeordnete, die nach dem Verhältniswahlrecht vom Volk für eine Amtszeit von fünf Jahren gewählt werden. Acht (bis 19. März 2015: sechs) der Abgeordneten werden vom Staatspräsidenten direkt ernannt und haben deshalb kein Stimmrecht. Vorsitzender der Nationalversammlung (Parlamentspräsident) ist seit dem 20. März 2025 die ehemalige Premierministerin Saara Kuugongelwa-Amadhila, die von Phillipus Katamelo als Vize begleitet wird.
Die Nationalversammlung tagt, außer in den mehrmonatigen Sitzungspausen, dienstags bis donnerstags von 14:30 bis 17:45 Uhr.

## Parlamentsgebäude

Saal der Nationalversammlung

Die Nationalversammlung tagt im sogenannten „Tintenpalast“ aus dem Jahr 1913. Die Errichtung eines neuen Parlamentsgebäudes hinter dem bestehenden war geplant (Stand Oktober 2015). Die möglichen Kosten wurden (Stand Januar 2014) mit 700 Millionen Namibia-Dollar angegeben. Hiergegen formiert sich weitreichender Widerstand in der Bevölkerung. Im Oktober 2015 wurden die zu erwartenden Kosten auf mehr als eine Milliarde Namibia-Dollar geschätzt. Ein neuer Entwurf für den Neubau von Ende 2015 sieht ein futuristisches Gebäude in Form einer Welwitschie vor, das auch den Namen dieser Pflanze tragen soll. Es wird mit Baukosten von mindestens 2,4 Milliarden Namibia-Dollar gerechnet. Das Projekt wurde am 9. Juni 2016 aufgrund der Kosten in Zusammenhang mit der andauernden Dürre gestoppt.

## Sitzverteilung
Die neue Nationalversammlung kommt immer am 21. März des Jahres zusammen, das auf das letzte Wahljahr fällt. Sollte der 21. März auf einen Samstag oder Sonntag fallen, so wird die neue Nationalversammlung stets am letzten Arbeitstag vor dem 21. März vereidigt.
Die Sitzverteilung basiert auf einem Schwellenwert, der sich aus der Zahl der abgegebenen Stimmen geteilt durch die Anzahl der zur Wahl stehenden Sitze zusammensetzt. Für die Nationalversammlung 2015 bis 2019 waren dies 9308 Stimmen. Jede Partei erhält so viele Sitze wie sie Stimmen geteilt durch den Schwellenwert hat. Nicht zugeordnete Sitze werden absteigend nach der Höhe der überschüssigen Stimmen verteilt.
| Partei                         | Wahl | Wahl | Wahl | Wahl | Wahl | Wahl | Wahl  | Wahl |
| Partei                         | 2024 | 2019 | 2014 | 2009 | 2004 | 1999 | 1994  | 1989 |
| ------------------------------ | ---- | ---- | ---- | ---- | ---- | ---- | ----- | ---- |
| SWAPO                          | 51 ▼ | 63 ▼ | 77 ▲ | 54 ▼ | 55 ▬ | 55 ▲ | 53 ▲  | 41   |
| IPC                            | 20   | −    | −    | −    | −    | −    | −     | −    |
| AR                             | 6    | −    | −    | −    | −    | −    | −     | −    |
| LPM                            | 5 ▲  | 4 ▲  | −    | −    | −    | −    | −     | −    |
| PDM                            | 5 ▼  | 16 ▲ | 51 ▲ | 21 ▼ | 41 ▼ | 71 ▼ | 151 ▼ | 211  |
| UDF                            | 2 ▲  | 2 ▬  | 2 ▬  | 2 ▼  | 3 ▲  | 2 ▬  | 2 ▼   | 4    |
| APP                            | 1 ▼  | 2 ▬  | 2 ▲  | 1 ▲  | −    | −    | −     | −    |
| BCP                            | 1    | −    | −    | −    | −    | −    | −     | −    |
| NEFF                           | 1 ▼  | 2 ▲  | −    | −    | −    | −    | −     | −    |
| NDP                            | 1    | −    | −    | −    | −    | −    | −     | −    |
| RP                             | 1 ▼  | 2 ▲  | 1 ▬  | 1 ▬  | 1 ▲  | −    | −     | −    |
| NUDO                           | 1 ▼  | 2 ▬  | 2 ▬  | 2 ▬  | 3 ▲  | –    | −     | −    |
| SWANU                          | 1 ▬  | 1 ▬  | 1 ▲  | −    | −    | −    | −     |      |
| CDV                            | 0 ▼  | 1 ▲  | −    | −    | −    | −    | −     | −    |
| RDP                            | 0 ▼  | 1 ▼  | 3 ▼  | 8 ▲  | −    | −    | −     | −    |
| WRP                            | 0 ▬  | 0 ▼  | 2 ▲  | −    | −    | −    | −     | −    |
| UPM                            | 0 ▬  | 0 ▼  | 1 ▲  | −    | −    | −    | −     | −    |
| COD                            | 0 ▬  | 0 ▬  | 0 ▼  | 1 ▼  | 5 ▼  | 7    | −     | −    |
| NPF                            | 0 ▬  | 0    | −    | −    | −    | −    | 0 ▼   | 1    |
| MAG                            | −    | −    | 0 ▬  | 0 ▼  | 1 ▬  | 1 ▬  | 1 ▲   | −    |
| DCN                            | −    | −    | −    | −    | −    | 0 ▼  | 1 ▲   | −    |
| ACN                            | −    | −    | −    | −    | −    | −    | 0 ▼   | 3    |
| FCN                            | −    | −    | −    | −    | −    | −    | 0 ▼   | 1    |
| NNF                            | −    | −    | −    | −    | −    | −    | 0 ▼   | 1    |
| Sitze (stimmberechtigt)        | 96   | 96   | 96   | 72   | 72   | 72   | 72    | 72   |
| Ernannte Parlamentsmitglieder2 | 8    | 8    | 8    | 6    | 6    | 6    | 6     | 6    |
| Sitze insgesamt                | 104  | 104  | 104  | 78   | 78   | 78   | 78    | 78   |
| Anzahl vertretener Parteien    | 13 ▲ | 11 ▲ | 10 ▲ | 9 ▲  | 7 ▲  | 6 ▲  | 5 ▼   | 7    |

1 als DTA; 2 nicht stimmberechtigt

Offizielle Oppositionspartei in fett.

### Zeitverlauf
Verlauf des Anteils an Sitzen der größten Parteien mit mindestens einmalig drei Sitzen in einer Legislaturperiode.

### Reform 2014

#### Dritte Änderung
Am 13. Oktober 2014 kam es zu der weitreichendsten Reform des politischen Systems seit der Unabhängigkeit Namibias, nachdem diese über Wochen kontrovers diskutiert worden war. Als wichtigste Änderungen wurden beschlossen:
- Erhöhung der gewählten Parlamentssitze auf 96 (zuvor 72)
- Erhöhung der vom Präsidenten ernannten Abgeordneten auf acht (bisher sechs)
- dadurch Erhöhung der gesamten Abgeordneten im Parlament von 78 auf 104
- Erhöhung der Sitze im Nationalrat von derzeit zwei Sitzen pro Region auf drei Sitze; somit anstatt 26 Sitzen (13 Regionen) in Zukunft 42 Sitze (14 Regionen)
- Einführung der Position des Vize-Präsidenten

Die Einführung einer Sperrklausel von fünf Prozent war zunächst geplant, wurde aber vom Premierminister ebenso wie ein Stimmrecht für die vom Präsidenten ernannten Abgeordneten abgelehnt.